# Idiops upembensis
Idiops upembensis là một loài nhện trong họ Idiopidae.
Loài này thuộc chi Idiops. Idiops upembensis được Carl Friedrich Roewer miêu tả năm 1953.